# サッポロガーデンパーク
サッポロガーデンパーク（Sapporo Garden Park）は、札幌市東区北7条東9丁目にある複合施設。レストラン・ビアホール、博物館、ショッピングセンター、屋内練習場で構成している。

## 概要
2003年（平成15年）に閉鎖したサッポロビール札幌工場（札幌第2製造所）跡地を再開発し、開拓使の一事業としてビール造りが始まった歴史を守りながら未来へ繋ぐことを目的とした施設。再開発に当たって赤レンガ建築や原生林を保存し、北海道らしい都市空間づくりを目指した。日本国内唯一のビール博物館「サッポロビール博物館」は「札幌苗穂地区の工場・記念館群」の1施設として「北海道遺産」に選定されており、札幌の観光資源の1つになっている。サッポロガーデンパークは地域に開かれた緑豊かなオープンスペースづくりが評価されており、『第30回緑の都市賞』奨励賞、『第21回全国花のまちづくりコンクール』国土交通大臣賞を受賞している。
都市再開発による新たなまちづくり「苗穂駅周辺地区まちづくり計画」の策定範囲になっており、札幌市や「苗穂駅周辺まちづくり協議会」が苗穂駅移転を含む駅周辺の再開発を進めている。

## 沿革
- 1966年（昭和41年）：「開拓使麦酒記念館」（サッポロビール博物館の前身）、「サッポロビール園」オープン[9]。
- 1968年（昭和43年）：サッポロビール園「トロンメルホール」オープン[9]。
- 1972年（昭和47年）：サッポロビール園「ライラック館」オープン（2005年取り壊し）[9][10]。
- 1977年（昭和52年）：サッポロビール園「ポプラ館」オープン（1992年に新たな「ポプラ館」オープン）[9]。
- 1987年（昭和62年）：「サッポロビール博物館」開館[11]。
- 2003年（平成15年）：サッポロビール札幌工場閉鎖[12]。北海道日本ハムファイターズ屋内練習場完成[13]。
- 2004年（平成16年）：サッポロビール博物館リニューアル[14]。
- 2005年（平成17年）：サッポロビール園「ガーデングリル」オープン[9]。「サッポロガーデンパーク」（アリオ札幌）開業[15][16]。
- 2015年（平成27年）：アリオ札幌リニューアル[17]。
- 2016年（平成28年）：サッポロビール博物館リニューアル[18]。

## 施設
サッポロビール園
- 新星苑が運営[19]。
- 施設
  - 開拓使館
    - 1F: トロンメルホール
    - 2F/3F: ケッセルホール

  - ポプラ館
  - ライラック
  - ガーデングリル
  - ガーデンショップ

サッポロビール博物館
アリオ札幌
北海道日本ハムファイターズ屋内練習場
- 2004年（平成16年）から北海道日本ハムファイターズが本拠地を北海道（札幌ドーム）に移転する際に建設した屋内練習場と選手の宿舎[20]。『平成15年照明普及賞』[21]、『第30回日事連建築賞』優秀賞受賞[22]。

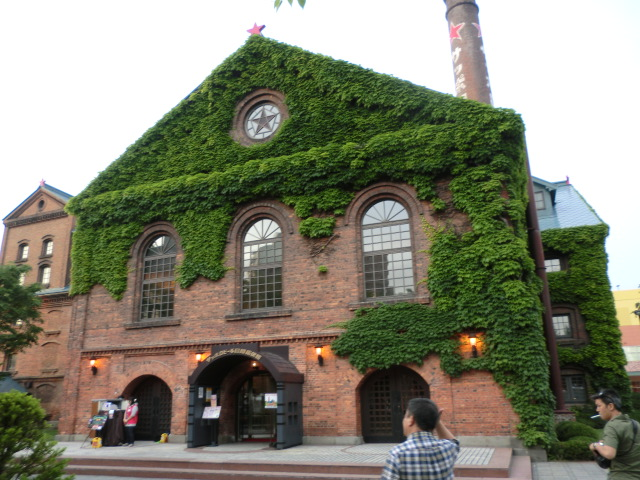
サッポロビール園（開拓使館）（2006年7月）
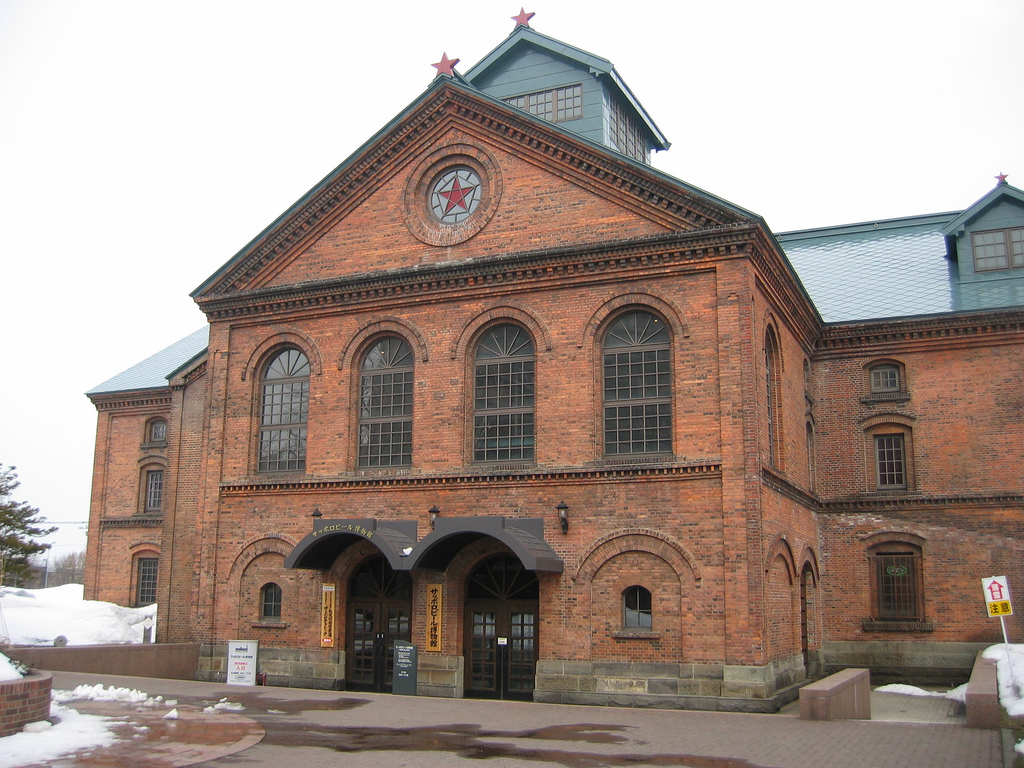
サッポロビール博物館（2012年3月）
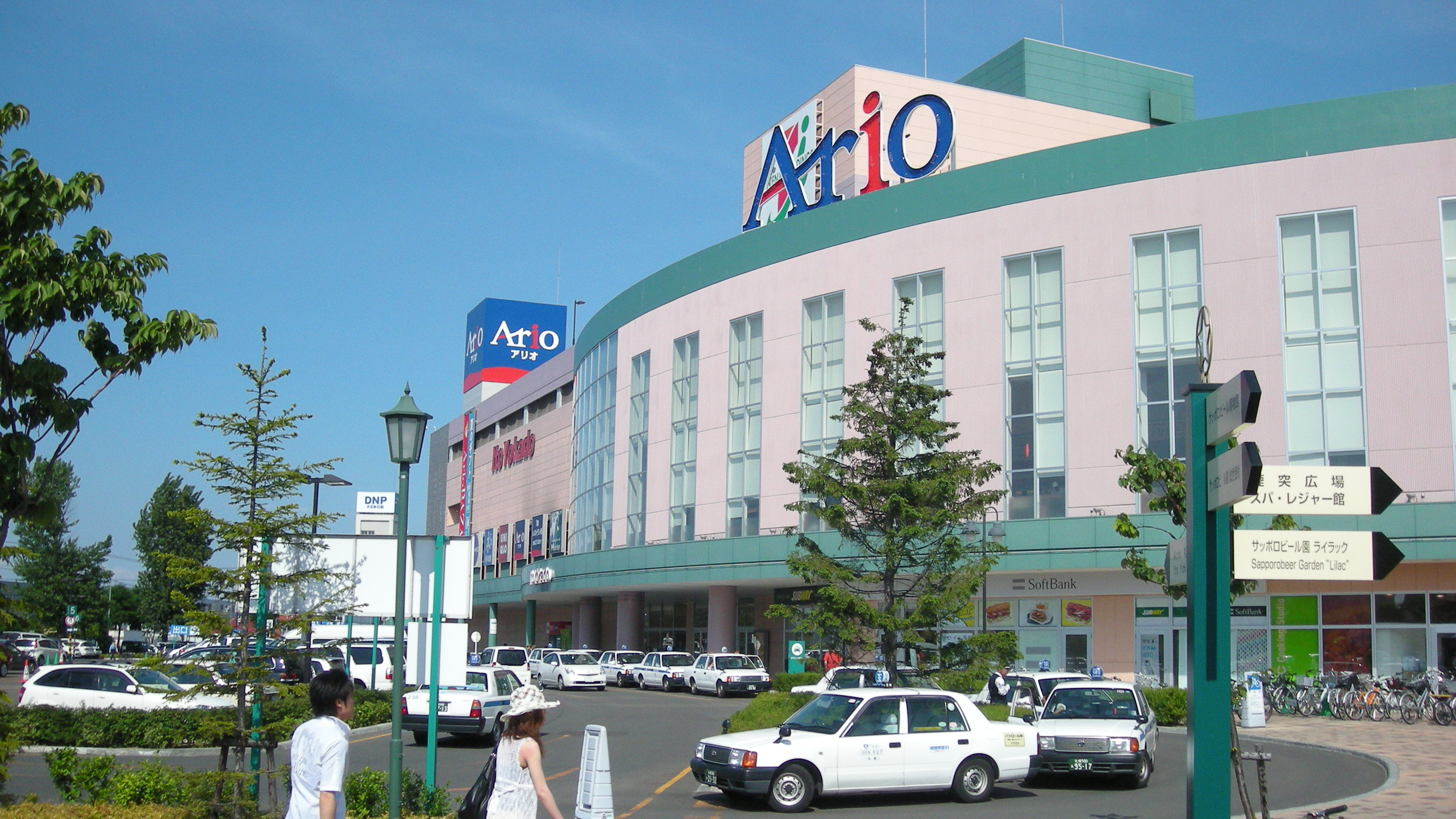
アリオ札幌（2009年6月）

## アクセス
- 北海道中央バス（札幌東、札幌北）「サッポロビール園」「北8条東8丁目」「サッポロビール博物館」「アリオ札幌」バス停下車
- 北海道旅客鉄道（JR北海道）札幌駅北口から車で約7分
- 北海道旅客鉄道（JR北海道）苗穂駅北口から徒歩約7分
- 札幌市営地下鉄東豊線東区役所前駅4番出口から徒歩約10分〜15分